# Élections législatives de 1981 dans la 11e circonscription du Nord
 (juin 2023).
Les élections législatives françaises de 1981 dans la 11e circonscription du Nord se déroulent le 14 juin 1981.

## Circonscription
La 11e circonscription du Nord était composée en 1981 des cantons de Dunkerque-Est, Dunkerque-Ouest et de Gravelines.

## Contexte
Suite de la dissolution de l'Assemblée nationale par le président de la République François Mitterrand le 22 mai 1981, de nouvelles élections législatives sont organisées. Albert Denvers (SFIO) député sortant, maire et  conseiller général de Gravelines face à lui Louis Dewerdt (UDF) 1er adjoint au maire de Dunkerque et Conseiller régional du Nord-Pas-de-Calais, Jacques Michon conseiller municipal de Grande-Synthe (PCF), Pierre-Etienne Vanpouille (Ecologiste), Daniel Billau (EXG).

## Résultats[1],[2]
- Député sortant : Albert Denvers (PS)

| Candidat       | Candidat                  | Parti          | Premier tour | Premier tour | Second tour | Second tour |
| Candidat       | Candidat                  | Parti          | Voix         | %            | Voix        | %           |
| -------------- | ------------------------- | -------------- | ------------ | ------------ | ----------- | ----------- |
|                | Albert Denvers*           | PS             | 45 888       | 52,87        |             |             |
|                | Louis Dewerdt             | UDF            | 25 265       | 29,11        |             |             |
|                | Jacques Michon            | PCF            | 9 914        | 11,42        |             |             |
|                | Pierre-Etienne Vanpouille | Ecologiste     | 4 002        | 4,61         |             |             |
|                | Daniel Billau             | EXG            | 1 718        | 1,97         |             |             |
|                |                           |                |              |              |             |             |
| Inscrits       | Inscrits                  | Inscrits       | 123 749      | 100,00       |             |             |
| Votants        | Votants                   | Votants        | 88 090       | 71,18        |             |             |
| Blancs et nuls | Blancs et nuls            | Blancs et nuls | 1 303        | 1,47         |             |             |
| Exprimés       | Exprimés                  | Exprimés       | 86 787       | 98,52        |             |             |
|                |                           |                |              |              |             |             |